# Stamboom Cimburga van Baden (1450-1501)
Dit is de stamboom van Cimburga van Baden (1450-1501).
| Stamboom Cimburga van Baden (1450-1501)                                           | Stamboom Cimburga van Baden (1450-1501)                              | Stamboom Cimburga van Baden (1450-1501)                              |
| --------------------------------------------------------------------------------- | -------------------------------------------------------------------- | -------------------------------------------------------------------- |
| Grootouders                                                                       | Jacob van Baden (1407-1453)                                          | Catharina van Lotharingen (1407-1439)                                |
| Ouders                                                                            | Karel I van Baden (1427-1475) x Catharina van Oostenrijk (1420-1493) | Karel I van Baden (1427-1475) x Catharina van Oostenrijk (1420-1493) |
| Cimburga van Baden (1450-1501) x 1468 Engelbrecht II van Nassau-Breda (1451-1504) |                                                                      |                                                                      |
| Kinderen                                                                          | -                                                                    | -                                                                    |